# لیوبوف سوکولوفا
لیوبوف سوکولوفا (انگلیسی: Lioubov Sokolova؛ زادهٔ ۴ دسامبر ۱۹۷۷) یک بازیکن والیبال اهل روسیه است. 